# Afumați (Ilfov)

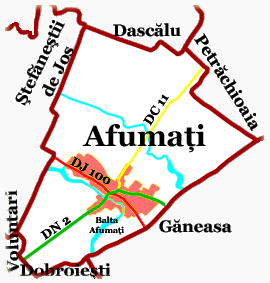
Kaart van Afumați

Afumați is een gemeente in het Roemeense district Ilfov en ligt in de regio Muntenië in het zuidoosten van Roemenië. De gemeente telt 6155 inwoners (2005).

## Geografie
De oppervlakte van Afumați bedraagt 64 km², de bevolkingsdichtheid is 96 inwoners per km².
Afumați ligt op 61 m boven zeeniveau.
De gemeente bestaat uit de volgende dorpen: Afumați.

## Politiek
De burgemeester van Afumați is Gheorghe Ghetu (PD).
| Gemeenteraadslid   | Politieke partij |
| ------------------ | ---------------- |
| Ion Camburu        | PNL              |
| Constantin Camburu | PSD              |
| Tudor Camburu      | PNL              |
| Constantin Cherciu | PSD              |
| Felicia Constantin | PNL              |
| Ion Cristescu      | PSD              |
| Elena Dobra        | PSD              |
| Ioan Dogereci      | PSD              |

| Gemeenteraadslid  | Politieke partij |
| ----------------- | ---------------- |
| Ioan Dogereci     | PSD              |
| Gabriel Dumănică  | PNL              |
| Stere Gheorghe    | PSD              |
| Laurențiu Marin   | PNL              |
| Georgeta Nica     | PSD              |
| Tatiana Putineanu | PNL              |
| Gheorghe State    | PSD              |

## Geschiedenis
In 1510 werd Afumați officieel erkend. De naam komt van "a afuma", dat gerookt voedsel betekent.